# 夸茨堡 (愛達荷州)
夸茨堡（英語：Quartzburg）是位於美國愛達荷州博伊西縣的一個非建制地區。該地的面積和人口皆未知。

## 地理
夸茨堡的座標為43°57′40″N 116°59′18″W / 43.96111°N 116.98833°W，而該地的平均海拔高度為1425米（即4675英尺）。